# Ханссен, Роберт
Роберт Филип Ханссен (англ. Robert Philip Hanssen; 18 апреля 1944, Чикаго, Иллинойс — 5 июня 2023, Тюрьма ADX Florence, Колорадо) — агент ФБР, осуждённый за шпионаж в пользу СССР и России и приговорённый к пожизненному заключению. Ханссен сотрудничал с советской и российской разведкой с 1979 года до своего ареста в 2001 году. Следствию удалось доказать 13 эпизодов шпионажа.

## Биография
Ханссен родился в Чикаго в семье Говарда и Вивиан Ханссен. Отец Ханссена работал в полиции Чикаго. После окончания школы Роберт учился в колледже Нокс в Гейтсбурге, где изучал химию и русский язык и получил степень бакалавра. Продолжил обучение в Северо-Западном университете, где сначала изучал стоматологию, но затем изменил специальность и получил степень MBA.
В 1968 году Ханссен женился на Бонни Вок, девушке из религиозной католической семьи, и перешёл в католицизм. Впоследствии он вступил в католическую организацию Опус Деи.
После окончания учёбы Роберт некоторое время сотрудничал в бухгалтерской фирме, а в 1972 году поступил на службу в полицию Чикаго, где работал следователем в отделе внутренней безопасности. В январе 1976 года Ханссен перешёл на работу в ФБР, начинал в Гэри в Индиане, затем, в 1978 году был переведён в офис ФБР в Нью-Йорке и занимался бухгалтерией в отделе уголовных расследований, а со следующего года служил в контрразведывательном подразделении. В 1981 году Ханссен был переведён в Вашингтон, в бюджетный отдел ФБР, а в 1983 году перешёл в аналитический отдел по СССР. По информации обвинения, Ханссен начал работать на СССР в 1985 году (в ноябре — по утверждению Гордиевского). Ханссен передал СССР информацию об американской электронной разведке, о тоннеле, прорытом ФБР под новое здание советского посольства, и имена нескольких сотрудников КГБ, работавших на американцев в качестве двойных агентов. В 1991 году в связи с распадом СССР Ханссен прервал связи с советской разведкой.
В 1999 году он возобновил работу на российскую разведку.

## Арест и суд

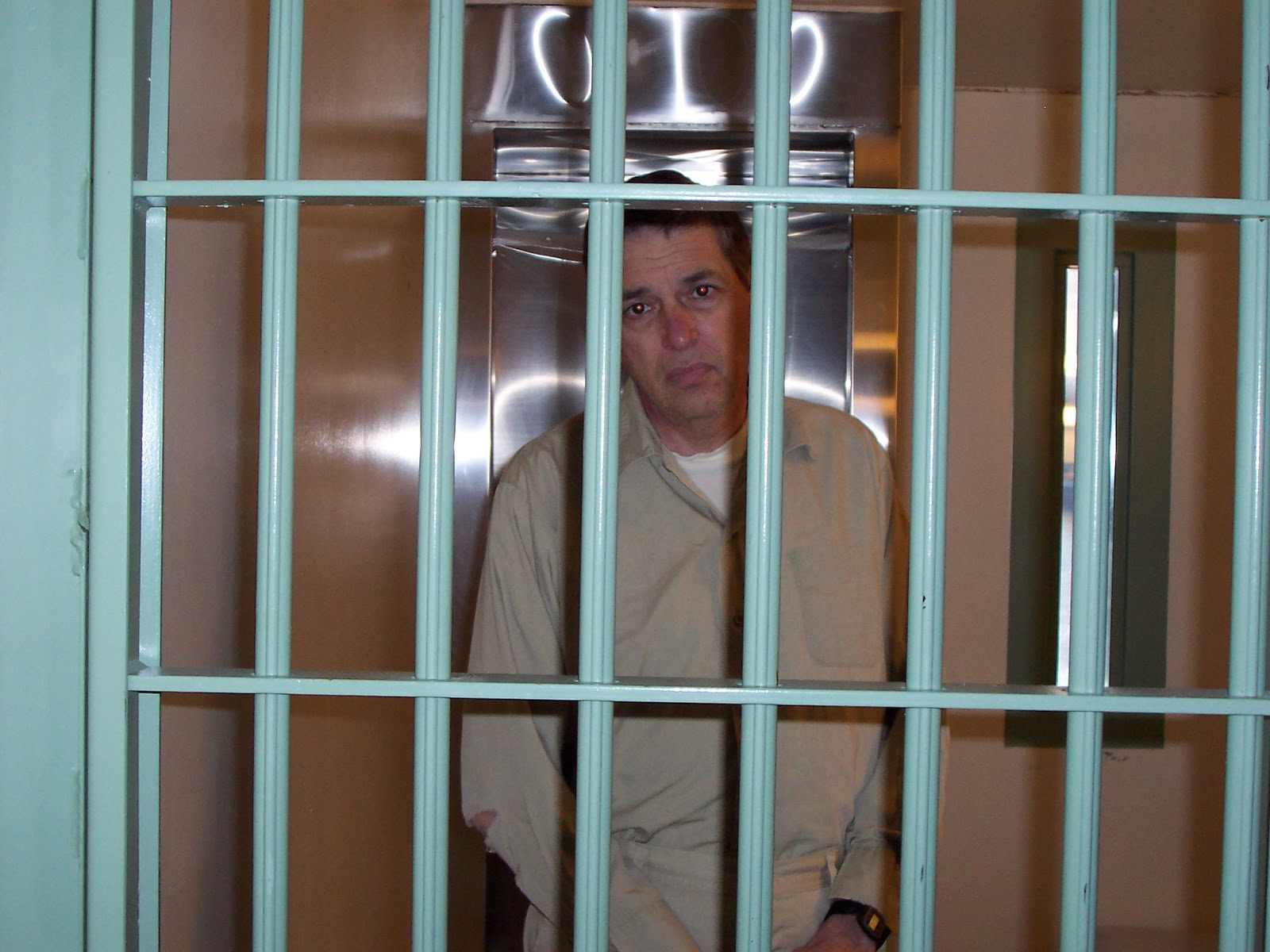
Ханссен в заключении

18 февраля 2001 года Ханссен был арестован в момент закладки секретных документов в тайник. По одной из версий, ФБР вышло на Ханссена по наводке перебежчика и бывшего куратора Ханссена Сергея Третьякова, передавшего американцам пластиковый пакет с отпечатками его пальцев. По другой версии, сведения на Ханссена передал американцам бывший полковник СВР Александр Запорожский.
Во время следствия интересы Ханссена представлял вашингтонский адвокат Плато Сачерис. Ханссен пошёл на соглашение о признании вины, что позволило ему избежать смертной казни при условии его сотрудничества со следствием. 6 июня 2001 года в суде восточного округа штата Виргиния он признал вину в 15 случаях шпионажа. 10 мая 2002 года он был приговорён к 15 последовательным пожизненным заключениям без права на освобождение. Он заявил окружному судье Клоду Хилтону: «Я извиняюсь за своё поведение. Мне стыдно за него. Я дал повод клеветать на своих совершенно невиновных жену и детей. Мне очень больно».

## В тюрьме
Ханссен числился заключённым федерального бюро тюрем под номером #48551-083. Он отбывал свой срок в федеральной тюрьме супермаксимальной безопасности ADX Florence близ г. Флоренс, штат Колорадо. По 23 часа в сутки он пребывал в одиночном заключении.
Олег Гордиевский, дважды видевший Ханссена, когда читал лекции для сотрудников ЦРУ и ФБР, характеризовал его как «умного, проницательного, опытного работника, старшего офицера. По нему было видно, что он не такой, как большинство в ФБР. Большинство там, знаете, провинциальные полицейские, а он был не такой, он явно был кадровый, долго сидящий в отделе. Так что он знал всё, он видел всё, он всё понимал, всё правильно оценивал и он знал, что делал».
Некоторые люди называли денежное вознаграждение в качестве основной мотивации для работы Ханссена на советско-российскую разведку; противники этой версии утверждали, что Ханссен получил чуть более 1 миллиона долларов США за более чем 15 лет сотрудничества с СССР и Россией (примерно столько же, сколько получил в ФБР за это же время). Однако Олег Гордиевский указал: «после переворота демократического в СССР 1991-го года… был большой перерыв, так что он не получал денег долгое время. Но в те периоды, когда он работал активно, он получал довольно много», то есть получал в 2,5 раза больше, чем на основной работе в ФБР. Ханссен получил более 1.4 млн. долларов наличными, бриллиантами и деньгами, переведенными на российские счета. Над его делом работали триста агентов.
В апреле 2017 года близкий к СВР России писатель и историк спецслужб, лауреат Премии Службы внешней разведки Российской Федерации Николай Долгополов в интервью телеканалу «Россия 24» сообщил, что на тот момент СВР предпринимала попытки освободить не только Ханссена, но и Олдрича Эймса.
Умер 5 июня 2023 года. 79-летнего Ханссена нашли без признаков жизни в тюрьме ADX Florence, где он отбывал наказание с 2002 года.

## В искусстве
В 2007 году вышел фильм «Измена» (англ. Breach) — американский шпионский триллер, снятый по сценарию Билли Рэя, Уильяма Ротко и Адама Мэйзера, в основу которого легли реальные события, произошедшие с агентом ФБР Робертом Ханссеном и Эриком О’Ниллом, работавшим его ассистентом, который помог в разоблачении двойного агента. Роль Роберта Ханссена сыграл Крис Купер.